# Карасёв, Павел Сергеевич
Павел Сергеевич Карасёв (род. 10 июля 1992, Дрезна, Московская область) — российский футболист, полузащитник клуба «Иртыш».

## Клубная карьера
Начинал заниматься футболом в первом классе в школьной секции г. Дрезна. С 10-летнего возраста занимался в орехово-зуевской ДЮСШ «Спартак» (ныне — «Знамя Труда»), тренер — Янушковский Александр Валентинович. Становился чемпионом московской области в своём возрасте, причём выступал за команду 1991 года рождения. Позднее перешёл в школу московского «Локомотива», тренировался под руководством Колосова Геннадия Фёдоровича. Становился чемпионом и призёром юношеских первенств Москвы и России.
В 2011 году начал выступать на профессиональном уровне в составе «Локомотива-2», игравшего во втором дивизионе. За три сезона провёл 83 матча и забил 10 голов в чемпионате. В Кубке России 2012/13 вместе с командой дошёл до стадии 1/16 финала, где железнодорожники уступили «Мордовии». В сезоне 2014/15 играл в ФНЛ в составе дзержинского «Химика».
С 2015 года выступал за хабаровский СКА. По итогам сезона 2016/17 вместе с командой завоевал право на выход в премьер-лигу, принял участие в 32 матчах (1 гол) в первенстве ФНЛ и в одном из стыковых матчей против «Оренбурга».
18 июня 2017 года в качестве свободного агента перешел в махачкалинский «Анжи», однако 31 августа того же года был отдан в аренду обратно в «СКА-Хабаровск». В июне 2018 года вернулся в «Анжи» и провёл первый предсезонный сбор с командой, однако 13 июля был вновь отдан в аренду в «СКА-Хабаровск» до конца сезона.
16 января 2022 года подписал контракт на полтора года с футбольным клубом «Нижний Новгород».

## Карьера в сборной
Принимал участие в летней Универсиаде 2015 года в корейском Кванджу. Стал лучшим бомбардиром студенческой сборной России с 4 забитыми голами, а команда заняла девятое место.

## Клубная статистика
В скобках указано место команды после завершения сезона.
| Выступление       | Выступление      | Выступление      | Лига | Лига | Кубки | Кубки | Еврокубки | Еврокубки | Итого | Итого |
| Клуб              | Лига             | Сезон            | Игры | Голы | Игры  | Голы  | Игры      | Голы      | Игры  | Голы  |
| ----------------- | ---------------- | ---------------- | ---- | ---- | ----- | ----- | --------- | --------- | ----- | ----- |
| Локомотив-2       | 2.Дивизион       | 2011/12 (5)      | 29   | 0    | 2     | 0     | —         | —         | 31    | 0     |
| Локомотив-2       | 2.Дивизион       | 2012/13 (7)      | 23   | 6    | 4     | 0     | —         | —         | 27    | 6     |
| Локомотив-2       | 2.Дивизион       | 2013/14 (9)      | 31   | 4    | 0     | 0     | —         | —         | 31    | 4     |
| Локомотив-2       | Итого            | Итого            | 83   | 10   | 6     | 0     | 0         | 0         | 89    | 10    |
| Химик (Дзержинск) | ФНЛ              | 2014/15 (17)▼    | 29   | 4    | 1     | 0     | 0         | 0         | 30    | 4     |
| Химик (Дзержинск) | Итого            | Итого            | 29   | 4    | 1     | 0     | 0         | 0         | 30    | 4     |
| СКА-Хабаровск     | ФНЛ              | 2015/16 (14)     | 29   | 1    | 3     | 0     | 0         | 0         | 32    | 1     |
| СКА-Хабаровск     | ФНЛ              | 2016/17 (4)▲     | 32   | 1    | 3     | 0     | 0         | 0         | 35    | 1     |
| СКА-Хабаровск     | Итого            | Итого            | 61   | 2    | 6     | 0     | 0         | 0         | 67    | 2     |
| Анжи              | Премьер-лига     | 2017/18          | 1    | 0    | 0     | 0     | 0         | 0         | 1     | 0     |
| Анжи              | Итого            | Итого            | 1    | 0    | 0     | 0     | 0         | 0         | 1     | 0     |
| Всего за карьеру  | Всего за карьеру | Всего за карьеру | 66   | 3    | 4     | 0     | 0         | 0         | 70    | 3     |